# ادواردو خوزه دینیز کوستا
ادواردو خوزه دینیز کوستا (به پرتغالی: Eduardo José Diniz Costa) مدافع اهل برزیل است که در شهر Guaraí و در تاریخ ۱۸ آوریل ۱۹۸۹ به دنیا آمده‌است.
ادواردو خوزه دینیز کوستا در تیم‌های فوتبال Paulista سابقهٔ حضور دارد.